# Falkwiller
 Falkwiller  là một xã thuộc tỉnh Haut-Rhin trong vùng Grand Est, đồng bắc Pháp. Xã này có diện tích 3,55 km², dân số năm 1999 là 202 người. Khu vực này có độ cao trung bình 295 mét trên mực nước biển.